# Euclystis
Euclystis é um gênero de traça pertencente à família Arctiidae.